# Maisenbachsiedlung
Die Maisenbachsiedlung, auch Siedlung Maisenbach, ist ein Wohnplatz auf der Gemarkung des Külsheimer Stadtteils Uissigheim im Main-Tauber-Kreis im fränkisch geprägten Nordosten Baden-Württembergs.

## Geographie
Die Maisenbachsiedlung ist über einen von der K 2881 abzweigenden Wirtschaftsweg sowie über einen im Stadtteil Uissigheim von der Eiersheimer Straße abzweigenden Wirtschaftsweg zu erreichen.
Der für den Wohnplatz namengebende Maisenbach entsteht etwas unterhalb des Wohnplatzes am linken Hang aus dem Zusammenfluss des von Westen kommenden Hauptstrang-Oberlaufs Hartgraben, der südlich des Rinderbergs und südwestlich von Uissigheim entspringt, und des kürzeren Eiersheimer Grabens, der am Nordrand von Eiersheim entsteht.

## Kleindenkmale
Etwas unterhalb der Maisenbachsiedlung befinden sich ein Bildstock und ein Wegkreuz an der K 2881:
- Kleindenkmal Nr. 15 (Uissigheim): Eine Pietà von 1736, bei der Brücke an der Maisenbach.
- Kleindenkmal Nr. 22 (Uissigheim): Christus am Kreuz von 1767.

Unweit der beiden Kleindenkmale befindet sich die Josefskapelle auf der Gemarkung von Tauberbischofsheim-Hochhausen.